# 朱瑞登
朱瑞登（1515年—？），字禾仲，號龍臯，晚号灌园翁，又曰篔窝居士，浙江杭州府海寧縣人，民籍，明朝政治人物。

## 生平
嘉靖十九年（1540年）庚子科浙江鄉試第二十七名舉人。嘉靖二十年（1541年）聯捷辛丑科會試第一百九十五名，登第三甲第三十名進士。授桐城知縣，二十九年九月选授山东道试御史，三十年三月实授，三十二年巡按湖广。忤严嵩出知安庆府，因追获狼兵所掠妇女，历迁至山西井陉兵备道，复为忌者，所诋归，自署真逸老人，著有 《六体古文》、《北台奏议》、《真逸先生集》四卷等。

## 家族
曾祖朱顓，義官；祖父朱愷；父朱禋，母祝氏。重庆下。弟瑞成、瑞明、瑞遷、瑞隆。弟朱瑞成，號龙桥，诸生、诗人，著有《泾阳诗草》、《敬义堂文集》等。朱瑞隆，字道仲，南通州吏目。
曾孫朱朝瑛，崇祯庚午舉人。